# 뉴스초점
뉴스초점은 KBS 1라디오에서 매주 일요일 아침 7시 10분부터 아침 7시 40분까지 방송했던 아침뉴스 프로그램으로, 2014년 4월 6일 방송을 마지막으로 폐지되었다.

## 진행
- 홍지명 앵커 (남)

## 동시 시간대 방송 프로그램
- KBS 제2라디오 아침종합뉴스
- MBC 아침종합뉴스
- SBS 아침종합뉴스

## 같이 보기
- 한국방송공사의 뉴스 프로그램
- KBS 제1라디오 정오종합뉴스
- KBS 제1라디오 저녁종합뉴스

| KBS 1라디오 일요일 프로그램 |          |                          |
| 이전                        | 뉴스초점 | 다음                     |
| 경제세미나 (재방송)         | 뉴스초점 | 생방송 일요일 아침입니다 |
|                             |          |                          |
|                             |          |                          |